# Tales of the Abyss
Tales of the Abyss (OT: jap. テイルズ オブ ジ アビス, Teiruzu Obu Ji Abisu) ist ein Videospiel der Tales-of-Spielreihe der Firma Namco. Es erschien zuerst nur in Japan und den USA auf der PlayStation 2 und wurde später für den Nintendo 3DS neu aufgelegt. Die 3DS-Version wurde erstmals in Europa veröffentlicht, allerdings nur in englischer Sprache. Die Serie wurde auch als Manga und Anime adaptiert.

## Inhalt
Das Spiel handelt von dem jungen Luke fon Fabre, welcher sein Gedächtnis verlor, nachdem er 7 Jahre zuvor entführt wurde. Er ist der Alleinerbe einer angesehenen Aristokratenfamilie. Seit diesem Tag führt er ein zurückgezogenes Leben, da seine Eltern fürchten, er könne erneut entführt werden. Eines Tages wird sein Schwertkampftrainer während der Trainings angegriffen und Luke wird zusammen mit der Angreiferin an einen entfernten Ort teleportiert. Beide verbünden sich daraufhin, um wieder zurück nach Hause zu kommen. Ein weiteres Problem ergibt sich aus der Kriegslust zweier verfeindeter Länder. Luke versucht im Spielverlauf, diesen Krieg abzuwenden.

## Spielmechanik
Die Kämpfe finden in Echtzeit statt, der Spieler selbst übernimmt immer die Kontrolle über einen der Charaktere, zumeist Luke. Im Spielverlauf gibt es die Möglichkeit, auch andere Charaktere spielen zu können. Mit Hilfe der Fähigkeit „Freies Laufen“ können die Charaktere sich auf Knopfdruck frei auf dem Schlachtfeld bewegen, ohne diese Fähigkeit kann sich ein Charakter nur nach vorne und hinten bewegen.

## Neuauflage für 3DS
Das Spiel erschien im Jahr 2011 (Japan, Europa, Australien) beziehungsweise 2012 (USA) in einer Neuauflage für den Nintendo 3DS. Es gibt kaum Änderungen zum Original, das Spiel unterstützt nun aber die 3D-Funktion des 3DS und kann daher in 3D gespielt werden. Zudem werden nun beide Bildschirme für unterschiedliche Darstellungen genutzt.
Für die deutsche Veröffentlichung wurde die englische Version genutzt, sowohl die Sprachausgabe als auch die Texte sind komplett in Englisch, es existiert keine deutsche Übersetzung.

## Rezeption
Das Spiel erhielt von Kritikern relativ gute Noten. So liegt der Bewertungsdurchschnitt bei Metacritic für die PS2-Version bei 78/100 und für die 3DS-Version bei 75/100.
Namco Bandai selbst sah die Veröffentlichung der 3DS-Version in Europa laut einem Mitarbeiter als großen Erfolg an, das Spiel verkaufte sich unerwartet schnell und gut.